# Administración local
La administración local es la administración pública territorial que forman los órganos administrativos, entidades y empresas públicas de una demarcación administrativa inferior a la provincia, como los municipios o comunas, y la gestiona un gobierno local.

## Regulación por países

### Argentina
Se relacionan en nueve regiones geográficas, que contienen las 23 provincias y la Ciudad Autónoma de Buenos Aires, capital del país y lugar donde tiene lugar la sede del gobierno federal. 
Las provincias son entidades federales y dividen su territorio en departamentos (partidos en la provincia de Buenos Aires). A su vez, estos a se componen de municipios. Los departamentos, en general, no cuentan con funciones administrativas, aunque en las provincias de Mendoza, San Juan y La Rioja cada departamento es un municipio.
Cabe destacar que la Ciudad Autónoma de Buenos Aires, a su vez, se encuentra dividida en 15 comunas y subdividida en 48 barrios.
De esta forma, se desglosa: 
- Regiones geográficas: la Pampa, las Sierras Pampeanas, Cuyo, el Noroeste argentino (NOA), el Chaco, la Mesopotamia, la Pampa Occidental, la Patagonia, y la Antártida.[2] No tienen valor administrativo y son meramente geográficas.
- Provincias, que son los estados federados que integran la nación, según los principios del federalismo establecidos en la Constitución nacional.
- Departamentos y partidos en la provincia de Buenos Aires, que son las divisiones territoriales de segundo orden.
- Municipios (en las provincias de Mendoza, San Juan y La Rioja son también departamentos), que se constituyen en entidades de gobierno local sobre una determinada porción de territorio.

### Chile
En Chile la división para efectos de la administración local son las comunas. La administración local de una comuna, o agrupación de comunas, reside en una municipalidad, constituida por un alcalde y un concejo comunal, integrado por concejales. El alcalde es elegido en votación popular directa, por mayoría simple de votos y sin segunda vuelta, cada cuatro años. Alcaldes y concejales pueden ser reelegidos indefinidamente.
Los concejales son elegidos el mismo día que el alcalde, pero con un voto, o cédula electoral, separada; y a través de un sistema de representación proporcional de cifra repartidora o sistema D'Hont. La cantidad de concejales en cada comuna depende de su población: Las comunas de hasta 70.000 electores inscritos en su Registro Electoral, eligen 6 concejales; las comunas de entre 70.000 y 150.000 electores, eligen 8; y las de más de 150.000 electores, eligen 10 cargos. Puede haber municipalidades que administren más de una comuna. Actualmente esto solo ocurre en el caso de Cabo de Hornos y la Antártica. Hoy en día, en Chile existen 345 municipalidades y 346 comunas.
Para las elecciones municipales de 2016, se elegirán en todo el país, un total de 2.240 concejales. 22 comunas elegirán 10 cargos; 41 municipios tendrán 8 concejales; y las restantes 282, tendrán 6 ediles.
En el sistema de la Constitución de 1925 cada comuna elegía entre 5 y 15 regidores (como se llamaban entonces los concejales), a través de un sistema electoral de representación proporcional, muy semejante al actual. Las simples comunas elegían 5 regidores; las capitales de departamento elegían 7; y las capitales de provincia elegían 9 cargos. Por su parte, Valparaíso tenía 12 regidores, Santiago 15, y Viña del Mar (simple comuna) contaba con 9 ediles. Por regla general, los regidores elegían de entre sus miembros al alcalde, excepto en Santiago, Valparaíso y Viña del Mar. En estas comunas el alcalde era designado directamente por el presidente de la República, quien podía nombrar a un regidor o a otra persona. Estos alcaldes duraban en el ejercicio de sus cargos el mismo tiempo que los regidores.

### España
En España su regulación principal la encontramos en la Constitución Española, en su Título VIII, que habla de la Organización del Estado.
Por el elemento territorial, se caracteriza por ser generalmente de menor tamaño que la Administración estatal y autonómica, comprendiendo diversas unidades. De mayor a menor tamaño tenemos:
- Diputaciones, ya sean provinciales o forales, con las provincias o territorios históricos como bases territoriales.
- Cabildos insulares (Canarias) o Consells insulars (Baleares), con la isla como base territorial.
- Comarcas y Mancomunidades, reconocidas solo en algunas comunidades autónomas como sujetos de derecho público.
- Ayuntamientos, con el municipio como base territorial.
- Pedanías, de tamaño inferior al municipio; en algunas comunidades autónomas, la unidades administrativas menores al municipio, reciben nombres propios de esa región.

### Colombia
Administración Local de Colombia desde el nivel más bajo al más alto.
- Juntas Administradoras Locales
- Concejos Municipales
- Alcaldes Municipales
- Dumas o Asambleas Departamentales
- Gobernador Departamental